# Hydroformylation

Hydroformylation.

L'hydroformylation, appelé aussi procédé oxo, est une voie de synthèse pour produire des aldéhydes à partir d'alcènes découverte en 1938 par Otto Roelen de chez Ruhrchemie. La réaction de base est celle du schéma ci-contre.
Ce procédé est principalement utilisé pour produire des aldéhydes dans un intervalle de C3-C19. Le butanal est d'ailleurs le principal produit synthétisé par cette réaction avec environ 75 % de la production totale utilisant l'hydroformylation comme voie de synthèse.
À l'origine, des catalyseurs à base de cobalt étaient utilisés pour améliorer le rendement. Toutefois, à partir des années 1970, des catalyseurs à base de rhodium sont introduits pour répondre notamment au choc pétrolier : en effet, si les catalyseurs à base de rhodium sont plus chers, ils améliorent sensiblement la conversion à une époque où le coût principal de la production provient des réactifs.
Les catalyseurs en rhodium ont une meilleure sélectivité pour les aldéhydes, entraînent moins d'hydrogénation comme réaction parallèle et offre des rapports produits linéaires/produits ramifiés nettement en faveur des produits linéaires.
L'hydroformylation est habituellement couplée avec une seconde étape de réduction ou d'oxydation pour produire respectivement des alcools ou des acides carboxyliques.
La réaction d’hydroformylation occupe une place privilégiée dans le domaine de la chimie verte. En effet, elle répond directement à un des principes essentiels d’une chimie plus respectueuse de l’environnement : l’économie atomique. Ce concept, introduit par B.M. Trost et R.A. Sheldon au début des années 1990, est une approche qui cherche à maximiser le nombre d’atomes de réactifs transformés en produit au cours de la synthèse. Elle permet de réduire la quantité de résidus de réaction, voire de les supprimer totalement. Dans la réaction d’hydroformylation, les atomes impliqués dans les réactifs se retrouvent dans le produit final. Cette réaction fait donc partie des procédés verts, et est conçue pour être à la fois respectueuse de l’environnement et économiquement viable.

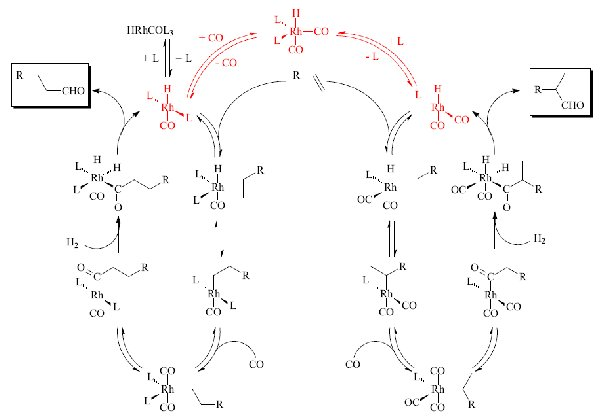
Schéma de l'hydroformylation